# عادل آل مشيط
عادل آل مشيط لاعب كرة قدم سعودي، في خط الهجوم يلعب في نادي الفرسان.

## مسيرة اللاعب
مثل سابقاً نادي القادسية ونادي العدالة ونادي المزاحمية ونادي الحجاز ونادي مضر.